# The Independent
The Independent je britanski časopis, ki ga izdaja podjetja Independent Print Limited; to je od leta 2010 v lasti nekdanjega častnika KGB Aleksandra Lebedova. Ima vzdevek Indy, medtem ko je nedeljska izdaja The Independent on Sunday poimenovana Sindy. Prvič je izšel leta 1986 in tako velja za enega najmlajših britanskih dnevnih časopisov. Leta 2004 je dnevna izdaja prejela naziv Državni časopis leta na British Press Awards. 
The Independent velja za levo-politično usmerjenega, a uradno ni povezan z nobeno politično stranko; različni pogledi so prisotni v uredniških in komentatorskih člankih. Februarja 2010 je časopis imel dnevno naklado 183.547 izvodov.